# HSPA lịch sử hình thành và chuẩn
High Speed Downlink Packet Access (HSDPA) lần đầu được giới thiệu năm 2002 trong phiên bản 5 và High Speed Uplink Packet Access (HSUPA) năm 2004 trong phiên bản 6 của dự án hợp tác thế hệ thứ 3 – 3rd generation partnership project (3GPP). HSDPA và HSUPA gọi chung là High Speed Packet Access (HSPA). 3GPP ra đời vào tháng 12 năm 1998 bằng việc ký kết hợp tác giữa các tổ chức chuẩn và các công ty, đơn vị liên quan để đưa ra chuẩn chung trên toàn cầu cho công nghệ và truy nhập vô tuyến của hệ thống di động thế hệ thứ 3 (3G) phát triển từ GSM. Bên cạnh đó còn có 3GPP2 là dự án dành cho hệ thống di động 3G phát triển từ CDMA. Trang chủ của 3GPP là: http://www.3gpp.org
- TSG RAN (Radio Access Network): tập trung vào giao tiếp vô tuyến và giao tiếp bên trong giữa các between Base Transceiver Stations (BTSs) và các Radio Network Controllers (RNCs) cũng như giao tiếp giữa RNC và mạng lõi [1]. Các chuẩn về HSDPA và HSUPA là do TSG RAN quy định.
- TSG GERAN (GSM/EDGE RAN): cũng giải quyết các vấn đề giống TSG RAN nhưng cho các giao tiếp vô tuyến dựa trên công nghệ GSM/GPRS/EDGE.
- TSG SA (services and system architecture): tập trung vào dịch vụ và kiến trúc hệ thống.
- TSG CT (core and terminals): tập trung vào các vấn đề trong mạng lõi.

Các tài liệu của 3GPP được xuất bản 4 lần một năm bởi các hội nghị của TSG. Các văn bản này có thể download miễn phí. Phiên bản đầu tiên năm 1999 gọi là phiên bản 99 (Release 99) là bản mô tả đầy đủ đầu tiên về WCDMA [1]. Sau đó là từ phiên bản 4 năm 2001 đến phiên bản 11 năm 2011 đang được nghiên cứu, mỗi phiên bản cách nhau khoảng hơn một năm.

## Hệ thống chuẩn 3GPP, xét các chuẩn liên quan đến HSPA:
Như chúng ta đã biết, chuẩn của [ITU-T] được sắp xếp theo nội dung. Ví dụ: chuẩn G là về môi trường và hệ thống truyền dẫn, mạng và hệ thống số. Trong đó G. 692 là chuẩn về các giao tiếp quang cho hệ thống đa kênh với khuếch đại quang. Tuy nhiên, hệ thống chuẩn 3GPP lại được xếp theo năm phát hành. Ví dụ phiên bản 99 phát hành năm 1999 và nội dung gồm các vấn đề đã và đang được nghiên cứu tại thời điểm đó. Các vấn đề này được các hội nghị của TSG quyết định có đưa vào phiên bản được phát hành hay không. Sau đó các phiên bản lại tiếp tục được chỉnh sửa và phát hành nhưng do có cùng nội dung chính đã được phát hành nên vẫn giữ tên phiên bản cũ. Ví dụ: có một số văn bản thuộc phiên bản 99 được chỉnh sửa và phát hành năm 2009 và năm 2010. Bản tóm tắt các nội dung chính trong các phiên bản có thể được tải về từ địa chỉ: http://www.3gpp.org/ftp/Information/WORK_PLAN/Work_plan_3gpp_110401.zip%5B%5D
| ID  | Unique_ID | Name                                                    | Acronym | Outline_Level | Release |
| --- | --------- | ------------------------------------------------------- | ------- | ------------- | ------- |
| 221 | 0         | Release 10 Features                                     | -       | 1             | Rel-10  |
| 222 | 390073    | Enhancements for Multimedia Priority Service            | eMPS    | 1             | Rel-10  |
| 223 | 390074    | Stage 1 on enhancements for Multimedia Priority Service | ePRIOR  | 2             | Rel-10  |
| 224 | 460029    | Stage 2 on enhancements for Multimedia Priority Service | eMPS    | 2             | Rel-10  |
| 225 | 460329    | Stage 2 on eMPS for CSFB                                | eMPS    | 3             | Rel-10  |
| 226 | 460429    | Stage 2 on eMPS for EPS Bearer Service                  | eMPS    | 3             | Rel-10  |
| 227 | 460529    | Stage 2 on eMPS for IMS Aspects                         | eMPS    | 3             | Rel-10  |

Trên đây là một phần bảng tóm tắt để minh họa. Trong đó có các cột như số ID, tên nội dung, từ viết tắt của nội dung đó, cấp độ của nội dung (nội dung cấp 2 nằm trong nội dung cấp 1), phiên bản được phát hành. Ngoài ra còn có các cột như thời gian bắt đầu, kết thúc, % hoàn thành…
Toàn bộ kho lưu trữ các văn bản được phát hành của 3GPP là tại địa chỉ: http://www.3gpp.org/ftp/. Trong đó bao gồm các văn bản giới thiệu và các phần thuộc các TSG khác nhau, đặc biệt là các văn bản trong mục Specs. Trong mục Specs là các tài liệu được phát hành 4 lần 1 năm như đã nói ở trên. Mỗi lần phát hành, không chỉ có các phiên bản tại thời điểm đó mà còn có các phiên bản khác được sửa đổi. Trong các phiên bản có các series (các chuỗi). Ví dụ: http://www.3gpp.org/ftp/Specs/2002-06/Rel-5/21_series/21103-500.zip%5B%5D. Trong các tài liệu phát hành tháng 06 năm 2002 có phiên bản 5. Trong phiên bản 5 có series 21 gồm các văn bản có 2 số đầu là 21 ví dụ TS 21.103.

## HSDPA:
Khi công nghệ WCDMA ra đời, các phiên bản 99 và 4 tập trung nghiên cứu về nó. Trong quá trình đó người ta nảy sinh ý tưởng về việc cải tiến truy nhập gói nhằm đáp ứng yêu cầu không ngừng gia tăng về tốc độ truyền dữ liệu. Tháng 3 năm 2000, dưới sự tài trợ của các công ty viễn thông, quá trình nghiên cứu HSDPA khởi động trong khuôn khổ của 3GPP. Khi phiên bản 5 được xuất bản, ghi rõ về cơ bản các yêu cầu cho HSDPA gồm:
- HSDPA-IubIur (giao tiếp Iub kết nối Node B (RBS) and RNC): mô tả UTRAN (Universal Terrestrial Radio Access Network) và giao tiếp UTRAN Iur
- HSDPA-IurIub: giao thức Radio Access Network Application Part (RANAP) cho giao tiếp UTRAN Iu
- HSDPA-L23: các giao thức lớp 2 và lớp 3
- HSDPA-RF: các vấn đề liên quan đến thiết bị người dùng User Equipment ([UE]) và trạm gốc Base Station ([BS]) sừ dụng truyền song công phân chia theo thời gian Time Division Duplex ([TDD]) và truyền song công phân chia theo tần số Frequency Division Duplex ([FDD]).

HSDPA cho phép tốc độ dữ liệu ban đầu là 1.8Mbps, tăng lên 3.6Mbps rồi 7.2Mbps và cuối cùng lên đến 14Mbps. Nó được thiết kế nhằm đáp ứng các dịch vụ có tốc độ đường xuống lớn và tốc độ đường lên nhỏ [3]. Có thể coi HSDPA là ADSL không dây. Do tốc độ dữ liệu như trên, ban đầu HSDPA chỉ được thiết kế cho dữ liệu tốc độ cao nhưng chưa thể đáp ứng thời gian thực. Các ứng dụng có thể có như: lướt Web, xem phim. Các cải tiến về sau cho phép cung cấp thêm VoIP (tốc độ thấp nhưng cần đáp ứng nhanh). Phiên bản 5 HSDPA kế thừa các kĩ thuật cho dữ liệu đường xuống tốc độ cao của phiên bản 4 [3]. Ngoài ra các kĩ thuật mới cũng được nghiên cứu như:
- tập trung vào các dịch vụ nền tảng tương tác thông suốt
- phân phối ưu tiên khu vực đô thị và trong nhà (indoor), nhưng không giới hạn chỉ trong các khu vực này mà hoàn toàn cho phép di chuyển
- kết hợp với anten kĩ thuật thu tiên tiến
- đáp ứng yêu cầu ghi nhớ và thời gian xử lý của thiết bị người dùng User Equipment (UE)

Giảm thiểu các thay đổi trong kiến trúc và kĩ thuật đang sử dụng [3]. Yêu cầu này nhằm đảm bảo độ tương thích giữa hệ thống cũ và mới.
Các kĩ thuật sau đã được đưa ra:
- Mã hóa và điều chế tương tác Adaptive Modulation and Coding (AMC)
- Cơ chế lai yêu cầu tự động truyền lại Hybrid Automatic Retransmission Query (Hybrid ARQ)
- Chọn lựa cell nhanh Fast Cell Selection (FCS)
- Xử lý bằng anten Multiple Input Multiple Output (MIMO)
- Kênh truyền chia sẻ đường xuống riêng Standalone Downlink Shared CHannel (Standalone DSCH) [3].

AMC và Hybrid ARQ được đưa ra trong phiên bản 5 HSDPA. MIMO được giới thiệu trong phiên bản 6 nhưng vẫn tiếp tục được nghiên cứu cho đến ngày nay. FCS và Standalone DSCH được đánh giá là không mang lại hiệu quả cao nên đã không được ứng dụng sau khi nghiên cứu, tuy nhiên chúng vẫn có thể được sử dụng sau này.
1.Kiến trúc phân lớp:
Như đã nói ở trên, HSDPA sử dụng cả FDD và TDD nghĩa là có thể có nhiều kênh tần số và nhiều khe thời gian để truyền dữ liệu. Kĩ thuật DSCH trong phiên bản 99 được phát triển thành High Speed-Downlink Shared CHannel (HS-DSCH). HS-DSCH kết hợp với DPCH là thủ tục chính được sử dụng trong HSDPA. Đối với chiều xuống, có kênh truyền dữ liệu mới đó là (HS-PDSCH) và kênh điều khiển (HS-SCCH). Đối với đường lên, kênh truyền mới là HS-DPCCH theo chuẩn DPCCH.
Một đặc điểm chính của HSDPA là tính thích nghi của đường truyền: cơ chế truyền thay đổi theo từng Transmission Time Interval (TTI) thích nghi với điều kiện đường truyền [3].
Cơ chế hybrid ARQ thuộc lớp 2 tức lớp Medium Access Control (MAC).Theo hình vẽ ta thấy:
- Tại RNC có 2 giao thức: có hoặc không có thêm lớp MAC-c/sh.
- Tại Node-B có thêm giao thức MAC-hs

Với đường xuống, chỉ thị HS-DSCH, HS-DSCH Indicator (HI) được DPCH mang theo trỏ vào kênh mà UE cần giải mã. Trong quá trình UE giải mã HS-DSCH TTI, UE sẽ được kênh HS-SCCH cấp cho mã sử dụng trong HS-DSCH TTI và các thông tin kèm theo.
Với đường lên,tín hiệu bao gồm ACK cho Hybrid ARQ và thông tin về điều kiện kênh truyền. Cơ chế HS-DPCCH được sử dụng cũng giống như DPCH [3].
HS-DSCH có nhiều loại tùy thuộc vào dung lượng của UE.
2.Mã hóa và điều chế thích nghi Adaptive Modulation and Coding (AMC):
Quá trình mã hóa và điều chế trong HSDPA thích nghi theo đường truyền. Khi UE gửi các đo đạc về đường truyền xuống trong luồng dữ liệu lên, Node-B tính toán và quyết định chọn phương thức mã hóa và điều chế nào phù hợp cho TTI. Nếu đường truyền xấu thì vẫn sử dụng Quadrature Phase Shift Keying (QPSK) như trong phiên bản 99 để đảm bảo chất lượng. Nếu đường truyền tốt thì có thể tăng số mức điều chế lên, ví dụ: 16 Quadrature Amplitude Modulation (16-QAM), nhằm tăng tốc độ. Đây là phần cải tiến trong phiên bản 5.
Theo phiên bản 99, mọi quá trình đều do RNC điều khiển. Tuy nhiên như vậy sẽ làm tăng thời gian đáp ứng và giảm hiệu quả khi tính toán đối với kênh truyền thay đổi. Chính vì vậy trong phiên bản 5, các quá trình tính toán thời gian đã chuyển xuống cho Node-B đảm nhiệm.
3.Cơ chế lai yêu cầu truyền lại tự động Hybrid ARQ:
ARQ là cơ chế phát hiện lỗi như sau: bên phát gửi một gói tin và chờ bên nhận gửi xác nhận đã nhận được rồi gửi tiếp(Stop And Wait – SAW), nếu sau một khoảng thời gian không nhận được thì tự động gửi lại. Cơ chế Hybrid ARQ là sự kết hợp giữa ARQ và Forward Error Correction (FEC). Các gói sai được giữ lại để kết hợp với các gói truyền lại và giải mã. Có các loại: Code Combining, Incremental Redundancy (IR), Chase combining[3]. HSDPA sử dụng IR và Chase combining.

## HSUPA:
Các sách thường viết rằng HSUPA được giới thiệu trong phiên bản 6 của 3GPP. Tuy nhiên, trong phiên bản 6 hầu như không thấy nhắc đến HSUPA. Nguyên nhân là do HSUPA là tên gọi thông thường, khi mới ra đời trong phiên bản 6 nó được biết đến với tên gọi Enhanced Uplink Dedicated Channel (E-DCH).
Các kĩ thuật chính được nghiên cứu cho HSUPA:
- AMC
- Hybrid ARQ
- Quá trình phân chia thời gian tại Node-B
- Cải tiến các lớp trong kiến trúc phân lớp
- Fast DCH

Sau một thời gian nghiên cứu thì một số kĩ thuật trên được coi là không khả thi và mang lại lợi nhuận nên chỉ có các kĩ thuật sau được áp dụng:
- Giảm TTI: có khả năng 2ms
- Cơ chế phân chia thời gian của Node-B: Node-B sẽ quản lý transport format combinations (TFCs) và UE sẽ chọn một TFC phù hợp [4].
- HARQ: cơ chế yêu cầu truyền lại lai

Bên cạnh đó 3GPP cũng nghiên cứu ‘FDD enhanced uplink’ để áp dụng cho HSUPA và được chia làm các phần sau:
- FDD Enhanced Uplink: lớp vật lý
- FDD Enhanced Uplink: giao thức lớp 2 và lớp 3
- FDD Enhanced Uplink: giao thức cho UTRAN Iub/Iur
- FDD Enhanced Uplink: yêu cầu và kiểm tra chất lượng hệ thống, thu phát sóng vô tuyến[4].

Kĩ thuật TDD thì được nghiên cứu và áp dụng sau đó trong phiên bản 7.
- FDD Enhanced Uplink: lớp vật lý gồm các nghiên cứu về các vấn đề sau:
  - Liên kết giữa kênh truyền và kênh vật lý
  - Mã hóa kênh và ghép kênh
  - Các thủ tục
  - Đo đạc các thông số
  - Dung lượng
- FDD Enhanced Uplink: giao thức lớp 2 và lớp 3:

Để cải tiến đường truyền lên, người ta thay đổi các thủ tục trong mô hình phân lớp như sau:
- - Tại UE: một lớp MAC mới (MAC-es/MAC-e) được thêm vào dưới lớp MAC-d. MAC- es/MAC-e đảm nhận thực hiện việc truyền lại theo HARQ, phân định thời gian và MAC-e cũng thực hiện ghép kênh, chọn lựa TFC.
  - Tại Node B: tương tự để có thể giao tiếp giữa Node-B và UE thì tại Node-B một MAC-e cũng được thêm vào và thực hiện chức năng tương tự như tại UE: thực hiện việc truyền lại theo HARQ, phân định thời gian và tách kênh.
  - Tại S-RNC: tương ứng với lớp MAC-es tại UE thì S-RNC cũng được thêm vào lớp MAC-es để có thể đóng và mở các gói dữ liệu từ các Node-B trong quá trình chuyển giao mềm.
- FDD Enhanced Uplink: giao thức cho UTRAN Iub/Iur

Đường lên cũng được cải tiến bằng cách thay đổi kịch bản giao tiếp UTRAN Iub/Iur:một UE thực hiện Soft Hand Over (SHO) với 2 Node-B và được quản lý bởi RNC.
FDD Enhanced Uplink: yêu cầu và kiểm tra chất lượng hệ thống, thu phát sóng vô tuyến.[4]
Để tăng chất lượng đường truyền người ta thực hiện các cải tiến ở các mặt sau:
- - Truyền nhận vô tuyến giữa các UE
  - Truyền nhận vô tuyến giữa các Base Station
  - Kiểm tra chất lượng các Base Station
  - Yêu cầu về quản lý tài nguyên vô tuyến

## KẾT LUẬN:
Tóm lại, trong quá trình nghiên cứu hệ thống chuẩn của HSDPA và HSUPA, 3GPP đã đưa ra rất nhiều cải tiến nhằm tăng tốc độ truyền dẫn và đảm bảo chất lượng. Tuy nhiên, hệ thống chuẩn này rất chi tiết và phức tạp, nên trong bài viết này chỉ có thể trình bày các ý tưởng chính. Các thông tin chi tiết có thể được tải về từ trang chủ của 3GPP.

## THAM KHẢO:
[1] HSDPA/HSUPA for UMTS: High Speed Radio Access for Mobile Communications Edited by Harri Holm and Antti Toskala © 2006 John Wiley & Sons,
[2] http://www.3gpp.org
[3] Overview of 3GPP Release 5 V0.1.1 (2010-02)
[4] Overview of 3GPP Release 6 V0.1.1 (2010-02)